# Eila Hiltunen
Eila Vilhelmina Hiltunen, född 22 november 1922 i Sordavala, död 10 oktober 2003 i Helsingfors, var en finländsk skulptör. 

## Biografi
Eila Hiltunen framträdde efter andra världskriget som en uppskattad porträttskulptör, men arbetade efter 1958 i svetsteknik och alltmer abstrakt form. År 1966 tilldelades hon Pro Finlandia-medaljen.
Internationellt mest känd blev hon för Sibeliusmonumentet, Finlands största skulpturmonument, som restes 1967 i Helsingfors. Monumentets rytmiskt grupperade tjock stålrör leder tankarna till orgelpipor och tallstammar. En skulptur av Eila Hiltunen som liknar en mindre version av Sibeliusmonumentet finns vid Förenta nationernas högkvarter i New York.
I Lilla parlamentets park i Helsingfors finns skulpturen Gångna riddare.
Eila Hiltunen är begravd på Sandudds begravningsplats i Helsingfors.